# Rives (Tennessee)
Rives és una població dels Estats Units a l'estat de Tennessee. Segons el cens del 2000 tenia 331 habitants.

## Demografia
Segons el cens del 2000, Rives tenia 331 habitants, 127 habitatges, i 94 famílies. La densitat de població era de 365,1 habitants/km².
Dels 127 habitatges en un 34,6% hi vivien nens de menys de 18 anys, en un 56,7% hi vivien parelles casades, en un 12,6% dones solteres, i en un 25,2% no eren unitats familiars. En el 22,8% dels habitatges hi vivien persones soles el 10,2% de les quals corresponia a persones de 65 anys o més que vivien soles. El nombre mitjà de persones vivint en cada habitatge era de 2,61 i el nombre mitjà de persones que vivien en cada família era de 3,03.
Per edats la població es repartia de la següent manera: un 26,9% tenia menys de 18 anys, un 8,5% entre 18 i 24, un 29,6% entre 25 i 44, un 20,2% de 45 a 60 i un 14,8% 65 anys o més.
L'edat mediana era de 36 anys. Per cada 100 dones de 18 o més anys hi havia 92,1 homes.
La renda mediana per habitatge era de 26.964 $ i la renda mediana per família de 30.313 $. Els homes tenien una renda mediana de 31.500 $ mentre que les dones 12.917 $. La renda per capita de la població era d'11.072 $. Entorn del 20,6% de les famílies i el 20,9% de la població estaven per davall del llindar de pobresa.

## Poblacions més properes
El següent diagrama mostra les poblacions més properes.